# Gennadij Židko
Gennadij Valerievič Židko (in russo Геннадий Валериевич Жидко?; Yangiobod, 12 settembre 1965 – Mosca, 16 agosto 2023) è stato un generale russo.

## Biografia
Nato nel 1965, originario dell'Uzbekistan, ha iniziato a prestare servizio nell'esercito nel 1988 e ha scalato molto rapidamente le gerarchie militari. 
Nella prima metà degli anni '90 ha prestato servizio nella 27ª Divisione fucilieri motorizzata della guardie del Distretto militare del Volga. 
Nel giugno 2007, Židko è stato nominato comandante della 20ª Divisione fucilieri motorizzata della guardie del Distretto militare del Caucaso settentrionale. 
Dal luglio 2009 al dicembre 2011 è stato vice comandante della 20ª Armata combinata.
Il 13 novembre 2018 è stato presentato ufficialmente come nuovo comandante del Distretto militare orientale, succedendo ad Aleksandr Žuravlëv.
Ha poi partecipato nel ruolo di colonnello alla campagna di Siria nel 2015, mentre nel giugno 2022 è stato nominato dal presidente Putin comandante in capo dell'invasione russa dell'Ucraina, sostituendo il generale Aleksandr Dvornikov, ma venendo a sua volta sostituito l'11 ottobre dello stesso anno da Sergej Surovikin. È morto il 16 agosto 2023, a 57 anni; secondo la stampa russa la causa di morte sarebbe stata una malattia imprecisata.